# Карадник
Карадник је насеље у Србији у општини Бујановац у Пчињском округу. Према попису из 2022. било је 375 становника.

## Инфраструктура
У селу налази се основна школа Бранко Радичевић. У Караднику од маја 2014 год., гради се српска православна црква Вазнесења Господњег, која припада епархији врањској.

## Демографија
У насељу Карадник живи 348 пунолетних становника, а просечна старост становништва износи 37,5 година (37,1 код мушкараца и 37,8 код жена). У насељу има 107 домаћинстава, а просечан број чланова по домаћинству је 4,25.
Ово насеље је великим делом насељено Србима (према попису из 2002. године).
|  |

| Демографија | Демографија | Демографија |
| Година      | Становника  | Становника  |
| ----------- | ----------- | ----------- |
| 1948.       | 431         |             |
| 1953.       | 449         |             |
| 1961.       | 438         |             |
| 1971.       | 396         |             |
| 1981.       | 384         |             |
| 1991.       | 379         | 379         |
| 2002.       | 455         | 455         |
| 2022.       | 375         |             |

| Етнички састав према попису из 2002.‍ | Етнички састав према попису из 2002.‍ | Етнички састав према попису из 2002.‍ | Етнички састав према попису из 2002.‍ | Етнички састав према попису из 2002.‍ |
| ------------------------------------ | ------------------------------------ | ------------------------------------ | ------------------------------------ | ------------------------------------ |
|                                      |                                      |                                      |                                      |                                      |
| Срби                                 | Срби                                 |                                      | 451                                  | 99,12%                               |
| непознато                            | непознато                            |                                      | 4                                    | 0,87%                                |

| Година пописа     | 1948. | 1953. | 1961. | 1971. | 1981. | 1991. | 2002. |
| ----------------- | ----- | ----- | ----- | ----- | ----- | ----- | ----- |
| Број домаћинстава | 58    | 66    | 73    | 81    | 84    | 88    | 107   |

| Број чланова      | 1 | 2  | 3  | 4  | 5  | 6  | 7 | 8 | 9 | 10 и више | Просек |
| ----------------- | - | -- | -- | -- | -- | -- | - | - | - | --------- | ------ |
| Број домаћинстава | 5 | 18 | 14 | 25 | 18 | 16 | 6 | 3 | 0 | 2         | 4,25   |

| Пол    | Укупно | Неожењен/Неудата | Ожењен/Удата | Удовац/Удовица | Разведен/Разведена | Непознато |
| ------ | ------ | ---------------- | ------------ | -------------- | ------------------ | --------- |
| Мушки  | 189    | 50               | 126          | 12             | 1                  | 0         |
| Женски | 185    | 36               | 124          | 21             | 4                  | 0         |
| УКУПНО | 374    | 86               | 250          | 33             | 5                  | 0         |

| Пол    | Укупно                    | Пољопривреда, лов и шумарство | Рибарство                            | Вађење руде и камена | Прерађивачка индустрија       |
| ------ | ------------------------- | ----------------------------- | ------------------------------------ | -------------------- | ----------------------------- |
| Мушки  | 108                       | 17                            | 0                                    | 1                    | 36                            |
| Женски | 56                        | 9                             | 0                                    | 0                    | 25                            |
| УКУПНО | 164                       | 26                            | 0                                    | 1                    | 61                            |
| Пол    | Производња и снабдевање   | Грађевинарство                | Трговина                             | Хотели и ресторани   | Саобраћај, складиштење и везе |
| Мушки  | 1                         | 8                             | 6                                    | 3                    | 6                             |
| Женски | 0                         | 0                             | 4                                    | 6                    | 0                             |
| УКУПНО | 1                         | 8                             | 10                                   | 9                    | 6                             |
| Пол    | Финансијско посредовање   | Некретнине                    | Државна управа и одбрана             | Образовање           | Здравствени и социјални рад   |
| Мушки  | 0                         | 0                             | 8                                    | 4                    | 1                             |
| Женски | 0                         | 0                             | 1                                    | 3                    | 4                             |
| УКУПНО | 0                         | 0                             | 9                                    | 7                    | 5                             |
| Пол    | Остале услужне активности | Приватна домаћинства          | Екстериторијалне организације и тела | Непознато            | Непознато                     |
| Мушки  | 0                         | 0                             | 0                                    | 17                   | 17                            |
| Женски | 0                         | 0                             | 0                                    | 4                    | 4                             |
| УКУПНО | 0                         | 0                             | 0                                    | 21                   | 21                            |